# Takahiro Mitsuyoshi
Takahiro Mitsuyoshi (光吉孝浩/ みつよしたかひろ) là một đạo diễn phim tài liệu người Nhật.

## Tiểu sử cá nhân
Sau khi tốt nghiệp trường đại học Waseda, Takahiro Mitsuyoshi' theo nghiệp chụp ảnh và trở thành một đạo diễn cho các chương trình chiếu trên đài truyền hình. Ông từng tham gia chương trình đào tạo Khoa Học Sáng Tác tại đại học Tokyo Attend trong Contents Creation Science Program vào năm 2007. Bộ phim đầu tay do ông đạo diễn là phim Blue Symphony.
Phim Blue Symphony đã được chiếu vào năm 2008 tại Liên hoan Phim Tokyo Quốc tế.